# Королёв, Александр Александрович (музыкант)
Алекса́ндр Алекса́ндрович Королёв (род. 10 мая 1950, Москва) — российский трубач, артист симфонического оркестра Всесоюзного радио и Центрального телевидения, АСО Московской филармонии и оркестра ансамбля народного танца под управлением Игоря Моисеева, Заслуженный артист России (1992).

## Биография
Александр Королёв окончил музыкальное училище имени Гнесиных по классу Ильи Границкого в 1969 году, а в 1978 — музыкально-педагогический институт имени Гнесиных под руководством Тимофея Докшицера. С 1973 по 1981 год он играл в симфоническом оркестре Всесоюзного радио и Центрального телевидения, с 1981 по 1985 год — в оркестре ансамбля народного танца под управлением Игоря Моисеева. С 1985 года Королёв — артист симфонического оркестра Московской филармонии. В 1992 году ему было присвоено звание заслуженного артиста России.